# 왕눈이청개구리속
왕눈이청개구리속(big-eyed tree frog)은 청개구리과에 딸린 한 속이다. 학명은 니크티미스테스(Nyctimystes). 파푸아, 몰루카 제도, 오스트레일리아에 서식한다.